# Guanci

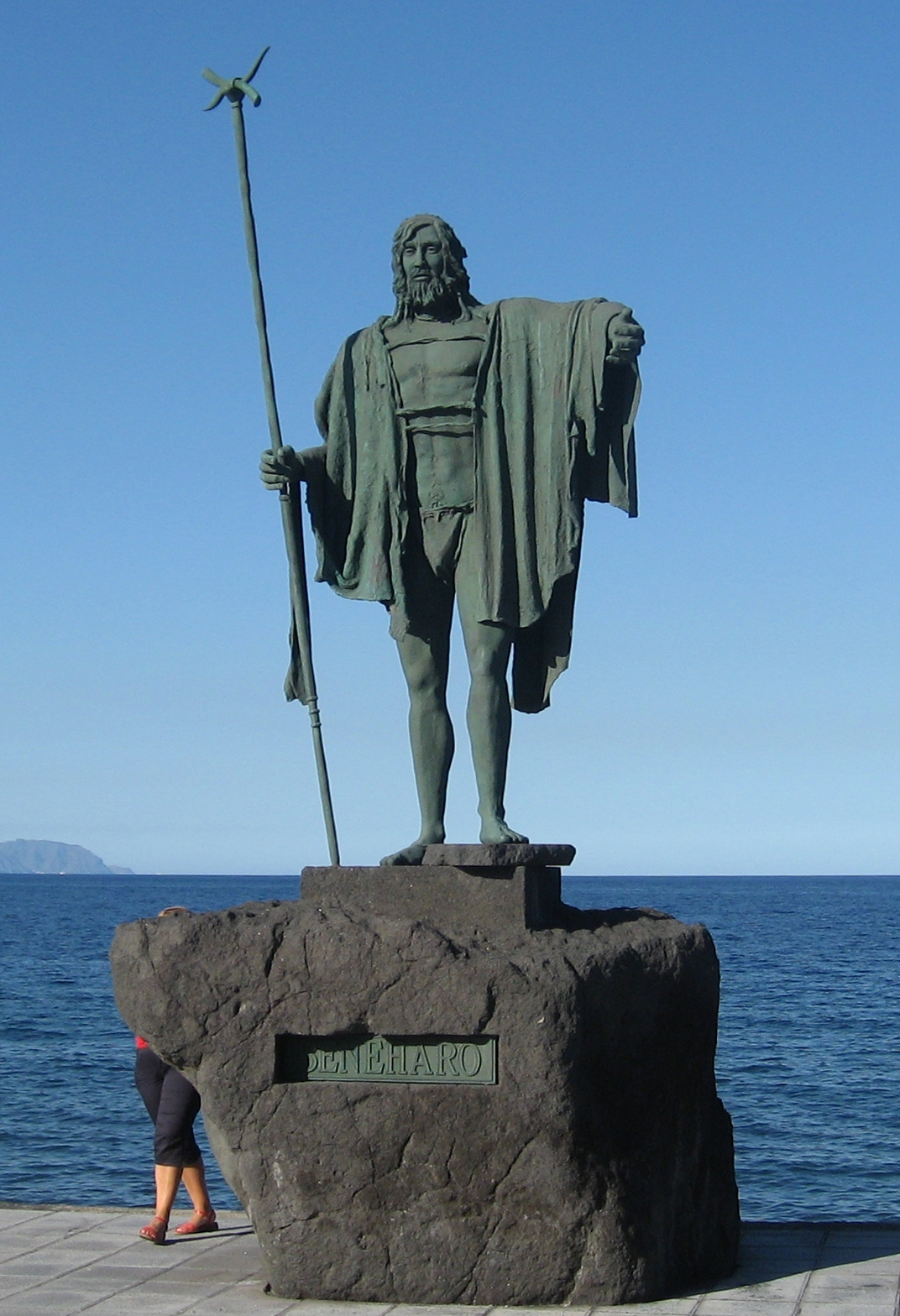
Statua del re Beneharo degli aborigeni nell'isola di Tenerife

I Guanci (Guanches in spagnolo) sono stati i primi abitanti delle isole Canarie.
Queste popolazioni, la cui origine si è propensi a definire "protoberbera", conducevano una vita che pareva essersi fermata all'età della pietra quando, nel Medioevo, vi giunsero gli spagnoli. La loro cultura è scomparsa, ma ha lasciato non poche vestigia.

## Storia

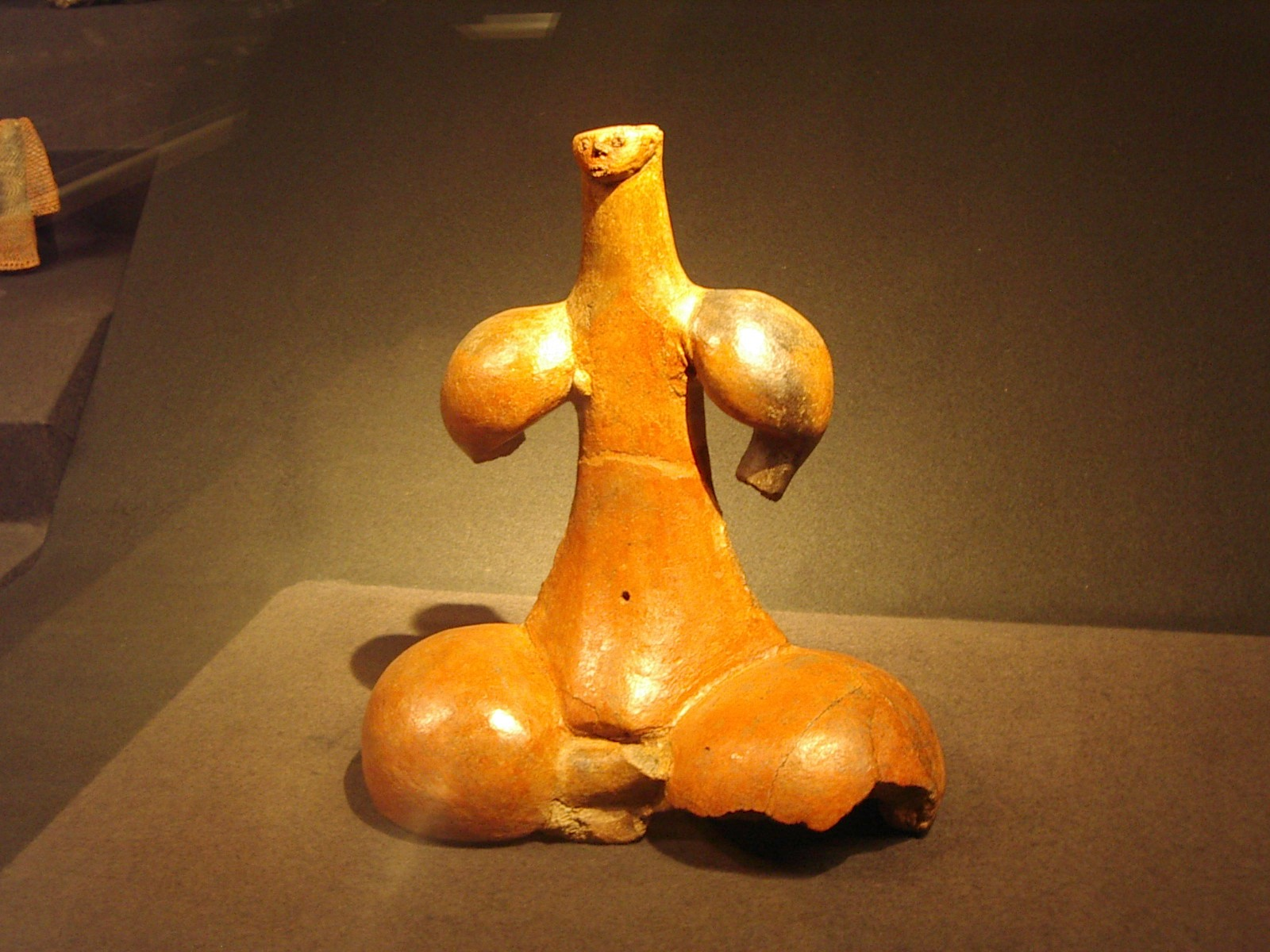
Idolo di Tara conservato nel Museo Canario

### Etimologia
In passato, il nome Guanci era spesso usato per le popolazioni indigene di tutte le isole delle Canarie. Oggi questo termine è usato nell'etnologia e nella storia esclusivamente per gli abitanti nativi dell'isola di Tenerife. Il nome collettivo Guanci per le popolazioni indigene di tutte le Isole Canarie non rende giustizia alle significative differenze culturali che esistevano tra le popolazioni delle singole isole. 
Infatti, nonostante la vicinanza spaziale delle sette isole, le società preeuropee delle Isole Canarie non formavano un unico gruppo che permettesse di spiegare insieme le loro culture passate.
Il nome spagnolo Aborígenes ha un carattere dispregiativo. Contiene idee neocoloniali e le connessioni tra la dipendenza economica, sociale, politica e culturale del conquistato dal conquistatore. Il nome è anche legato al presupposto che gli indigeni non avessero ancora raggiunto lo stadio della civiltà.
Il termine Prehispánicos coniato all'epoca del franchismo per la popolazione che viveva nelle isole prima del 1400 è oggi spesso rifiutato. Presuppone che ci sia una sola cultura "spagnola" in Spagna, che è la stessa in tutte le parti. Un'accusa che tra il 1937 e il 1975 portò alla soppressione di tutti i fenomeni culturali devianti a livello regionale nella penisola spagnola. Inoltre, le influenze di altre culture europee furono di grande importanza dopo che le isole furono incorporate nei regni della Corona di Castiglia.
Il termine popolazioni preispaniche delle Isole Canarie è ancora utilizzato in Spagna nelle leggi per la protezione del patrimonio culturale. Nell'articolo 27 paragrafo 4 dello Statuto di autonomia delle Canarie del 2018, il patrimonio etnografico e archeologico dei nativi preispanici è nominato come bene culturale degno di protezione. Attualmente con il termine Guanci si indicano le popolazioni preispaniche delle Canarie ma bisogna ricordarsi la differenza culturale che esisteva fra isola e isola per la quale risulta difficile parlare di una sola cultura materiale dell'arcipelago.
Il termine spagnolo Guanches sarebbe, secondo Juan Núñez de la Peña, una deformazione da parte degli spagnoli di Guanchinet, un termine indigeno significante "uomo di" (Guan) Tenerife (Chinet). Dunque i Guanci sarebbero propriamente solo i nativi dell'isola di Tenerife, che sembrano avere mantenuto la loro purezza etnica fino alla conquista da parte degli spagnoli. Il termine si sarebbe in seguito esteso all'insieme delle popolazioni indigene di tutto l'arcipelago.

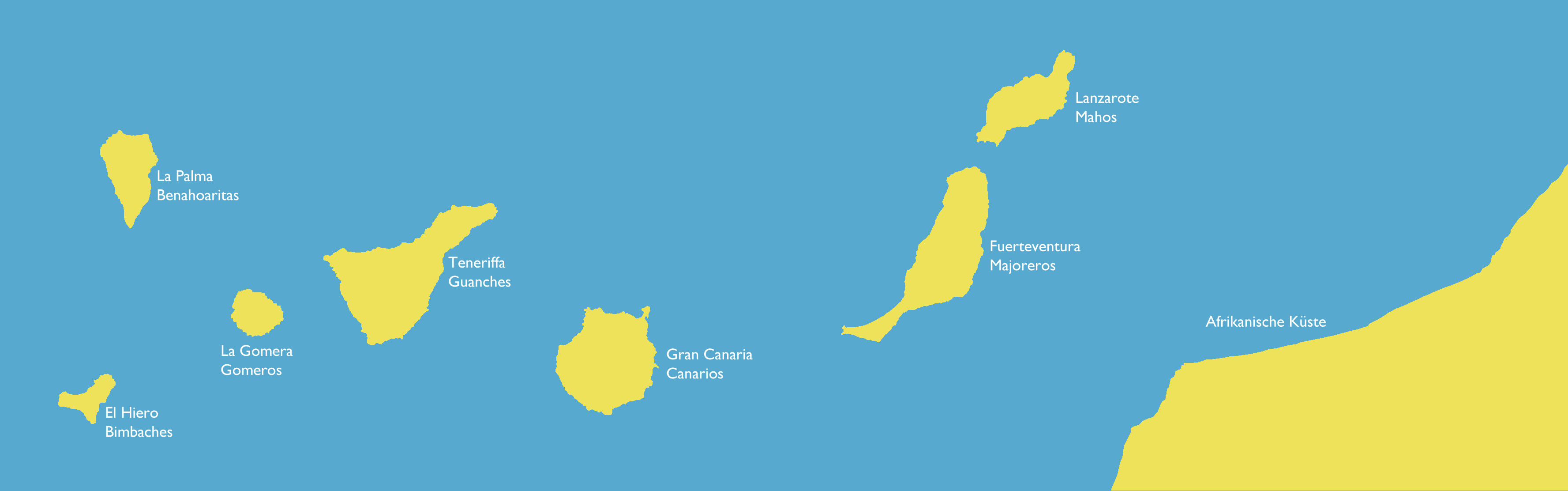
Le Isole Canarie con i loro abitanti nativi

A conferma di ciò, gli abitanti dell'isola El Hierro chiamavano sé stessi Bimbaches (Bim-bam-chinech), ossia figli-dei-figli-di-Chinech (ossia Tenerife), sostenendo che erano discendenti degli abitanti di Tenerife. Gli altri abitanti si chiamavano rispettivamente "Conejeros" per l'isola di Lanzarote, quelli dell'isola Fuerteventura "Majoreros" o come gli abitanti anche l'isola di Lanzarote Mahos, quelli dell'isola Gran Canaria Canarios o Canariotes quello dell'isola Tenerife Guanches, quelli dell'isola La Gomera Gomeros, quelli dell'isola La Palma Benahoaritas o Auaritas e quelli dell'isola di El Hierro Bimbaches.

### Antichità
Le evidenze genetiche mostrano che i popoli dell'Africa settentrionale hanno dato un contributo significativo alla popolazione aborigena delle Canarie in seguito alla desertificazione del Sahara ad un certo punto dopo il 6000 a.C. L'evidenza linguistica suggerisce legami tra la lingua dei Guanci e le lingue berbere del Nord Africa, in particolare quando si confrontano i sistemi numerici. Le ricerche sulla genetica della popolazione dei Guanci hanno portato alla conclusione che condividono un'ascendenza con i popoli berberi.
Fra le più antiche documentazioni archeologiche che documentano un primo insediamento stabile, troviamo quelle provenienti da Tenerife, in particolare dalla Grotta dei Guanci a Icod de los Vinos, che ha fornito fra le più antiche cronologie delle Isole Canarie risalenti al VI secolo a.C.
Sulla base dei ritrovamenti effettuati all'inizio del XXI secolo durante gli scavi archeologici sull'isola di Lanzarote, si può presumere che i Fenici siano entrati per la prima volta in contatto con le isole Canarie, presumibilmente con l'istituzione di una base commerciale, circa nello stesso periodo della fondazione di Lixus e Gades (circa 1000 a.C.).
Con l'espansione di Cartagine e l'insediamento di colonie sulla costa atlantica, l'interesse per le Isole Canarie sembra essere aumentato. Il diario di viaggio di Annone il Navigatore del V secolo a.C. descrive la fondazione di insediamenti fenicio-punici sulla costa occidentale dell'Africa. L'istituzione di colonie nelle Isole Canarie era interessante per i Fenici per diversi motivi: queste infatti costituivano basi sicure per il commercio con l'Africa, inoltre c'era abbondanza di coloranti naturali, le acque erano ricche di pesce e le buone opportunità per la produzione di sale offrivano le migliori condizioni per la produzione di garum. Infine l'istituzione di filiali commerciali sulle isole, fornite di acqua potabile e valli adatte all'agricoltura, garantiva la sicurezza dei commerci e i collegamenti marittimi.
Sembra che l'insediamento sia iniziato a Lanzarote, l'isola più orientale. L'origine esatta della popolazione stanziale non è chiara. Di certo proveniva dalla zona intorno allo stretto di Gibilterra, che era sotto il dominio di Cartagine. L'insediamento non fu un'operazione una tantum, ma un processo continuo che alla fine si estese a tutte le isole. Probabilmente l'origine dei coloni non era uniforme. Questa è una delle ragioni delle differenze nella composizione della popolazione delle isole riscontrate nei confronti etnologici e genetici dei reperti archeologici.
La scoperta di un laboratorio di porpora sull'isola di Lobos indica stretti legami economici tra le Isole Canarie e le aree dell'Africa controllate dai romani a partire dal I secolo a.C. Questo inserimento nell'area economica mediterranea si concluse con la crisi imperiale del III secolo.
A riprova di questa scoperta, Plinio il Vecchio riferisce che, secondo Giuba, re di Mauretania, i Cartaginesi avrebbero visitato l'arcipelago e lo avrebbero trovato privo di abitanti, ma vi avrebbero anche scorto i resti di edifici imponenti. Se ne potrebbe dedurre che i Guanci non siano stati i suoi primi abitanti; l'assenza di qualsivoglia traccia di una penetrazione dell'Islam tra le popolazioni che vi risiedevano al momento dell'arrivo degli europei, ha lasciato credere ad alcuni studiosi che si tratti allora della più antica migrazione di Berberi verso ovest, avvenuta tra l'epoca precedente Plinio il Vecchio e la conquista del Nordafrica da parte degli Arabi.
Il contatto tra le isole e l'Europa, ma anche tra di loro, non era più possibile perché gli isolani non avevano conoscenze nautiche e strumenti per costruire navi marittime. Nel periodo che seguì, fino al XIV secolo circa, le Isole Canarie caddero nell'oblio in Europa. Sulle singole isole si sono sviluppate culture indipendenti dal punto di partenza comune, diverso per lingua, forme artistiche di espressione, religione e ordine sociale.

### La popolazione indigena
I Guanci, che sono scomparsi in quanto popolo, appaiono dall'esame delle loro ossa molto simili all'uomo di Cro-Magnon; erano una popolazione europoide descritta dai primi europei entrati in contatto con loro come etnicamente eterogenea, nella quale non erano rari i tipi di aspetto nordico (carnagione chiara). Secondo alcuni studiosi (ad esempio Raffaello Parenti), è probabile che costituissero un ramo dei cro-magnon, affine ai Berberi, che agli inizi della storia popolarono il nord del continente africano dall'Egitto fino all'Oceano Atlantico. A corroborare queste teorie ci sono ricerche genetiche che testimoniano come questa popolazione avesse contatti con il Nordafrica. Infatti, negli ultimi tempi, precisamente nel 2017, i primi dati genomici dei Guanci hanno confermato un'origine nordafricana e che erano geneticamente più simili agli antichi popoli berberi nordafricani della vicina terraferma africana.
A riprova di questa tesi, esistono anche altri elementi che rafforzano ancora di più questa teoria. Infatti, ci sono alcuni indizi linguistici che indicano che a Tenerife e a Gran Canaria si parlasse un idioma affine alle lingue berbere, come si deduce dalle poche tracce di lessico che ci sono pervenute, come i numerali: Boccaccio, nel "De Canaria" (1342) riporta per i numerali: 1 uait, 2 smetti, 3 amelotti, 4 acodetti, 5 simusetti, 6 sesetti, 7 satti, 8 tamatti, 9 aldamorana, 10 maraua, 11 uait maraua, 12 smatta maraua, 13 amierat maraua, 14 acodat maraua, 15 simusat maraua, 16 sesatti maraua.
| Lingua                | 'uno'    | 'due'                 | 'tre' | 'quattro'         | 'cinque'            | 'sei'  | 'sette' | 'otto' | 'nove'       | 'dieci' |
| --------------------- | -------- | --------------------- | ----- | ----------------- | ------------------- | ------ | ------- | ------ | ------------ | ------- |
| "Guanche" grancanario | uait[11] | smet-                 | amel- | acod-             | simus-              | ses-   | sat-    | tama-  | alda- marawa | marawa  |
| Guanche di Tenerife   | ben~ wen | lini (m.) / snet (f.) | amiat | acod(et) / <arba> | sumus(et) / <cansa> | set    | sat     | tam    | aldamoraw    | marago  |
| PROTO- BERBERO        | *ywən    | *sin *snat            | *krad | *(a)kudˁ          | *səmus              | *sədis | *sa     | *tam-  | *təzˁa-      | *maraw  |
Molti Guanci persero la vita combattendo contro la conquista spagnola, molti altri furono venduti come schiavi; molti altri ancora abbracciarono la religione cattolica e si fusero con matrimoni ai conquistatori. Si stima che prima della colonizzazione spagnola nelle loro caverne vivessero all'incirca 80 000 persone. Gli ultimi indigeni Guanci vissero fino al 1496.

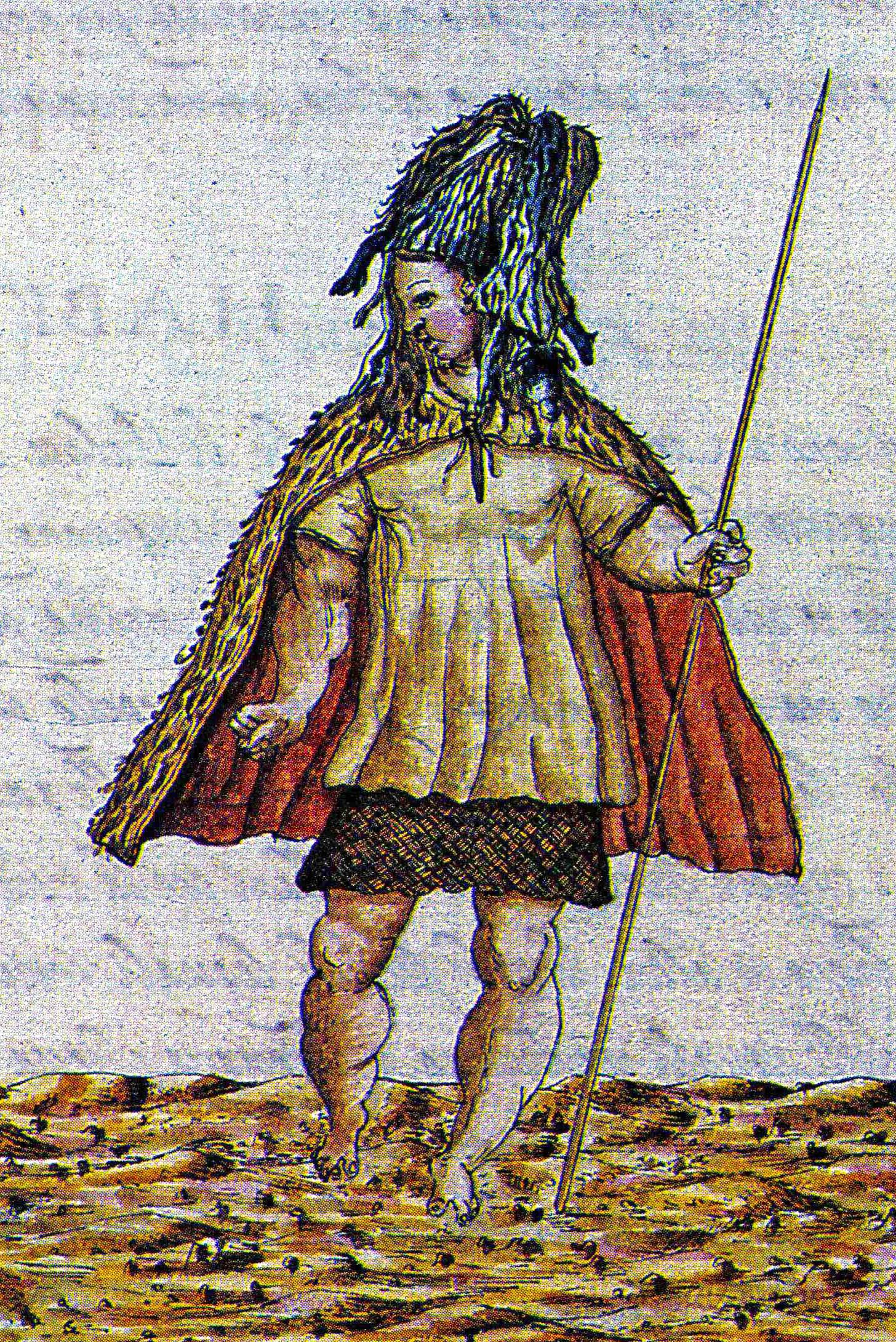
Rappresentazione di abitante delle Canarie di Leonardo Torriani

L'aspetto e l'abbigliamento delle antichi Guanci sono descritti in vari rapporti del XIV secolo. Anche i reperti archeologici forniscono informazioni al riguardo. Oggi si presume che gli antichi canari avessero la pelle olivastra e solo pochi presentavano occhi chiari. Con un'altezza di circa 1,70 m, i Guanci erano più alti dei castigliani medi del XV secolo. Solo gli abitanti della Gomera erano apparentemente più piccoli.
L'abbigliamento differiva notevolmente da isola a isola. Generalmente era fatto di pelle caprina od ovina. Le pelli ruvide venivano conciate come morbida pelle. Le parti dell'abito venivano unite tra loro con tendini e budella essiccati o strisce di cuoio e venivano usati punteruoli fatti di ossa per fissare il tutto. I tamarcos (pellicce), i toneletes (gonne corte) e gli altri capi di abbigliamento venivano tinti a Gran Canaria in diversi colori ottenuti da fiori ed erbe. Inoltre i Guanci indossavano anche gonne corte fatte di foglie di palma e decoravano i corpi con timbri a inchiostro. Poiché le pecore autoctone delle Canarie non avevano lana, gli abiti fatti di lana erano sconosciuti. Nel descrivere l'abbigliamento si nota che con l'aumento dei contatti tra gli indigeni e gli europei, aumenta la quantità di vestiti descritti da questi ultimi: da quasi nudi nelle descrizioni di Nicoloso da Recco nel XIV secolo fino alle rappresentazioni di Leonardo Torriani all'inizio del XV secolo, nelle quali i Guanci appaiono con vestiti a più strati di pelli.

### La riscoperta europea e la conquista castigliana
Nonostante le conoscenze risalenti all'antichità classica, per la maggior parte del Medio Evo l'arcipelago delle Canarie rimase tagliato fuori dalle rotte marittime, e in Europa se ne conservò a malapena un ricordo quasi mitico. Fu solo verso la fine del XIII secolo che ricominciarono i viaggi sulla costa nordovest dell'Africa, che condussero alla "riscoperta" delle isole.
Si sa per certo che dal 1291 cominciarono a raggiungere l'arcipelago diverse spedizioni genovesi e, più tardi anche aragonesi, baleari e portoghesi.
Nel 1341 una spedizione portoghese capitanata dal genovese Nicoloso da Recco e dal fiorentino Angelino Corbizzi esplorò tutto l'arcipelago. Di questa spedizione ci parla Giovanni Boccaccio nel suo De canaria et insulis reliquis ultra Hispaniam noviter repertis, dove si sofferma a parlare diffusamente della popolazione Guanci della Gran Canaria, di cui riporta usi e costumi e anche i numeri da 1 a 16.
Dal momento che le popolazioni indigene non producevano nulla che permettesse un commercio lucrativo, le spedizioni puntavano soprattutto a catturare dei Guanci, destinati a essere venduti come schiavi, e, probabilmente, anche ad acquisire dell'estratto di Dracaena draco, conosciuto come sangue di drago, un pregiato colorante rosso.
Tuttavia si pose subito il problema del possesso coloniale delle nuove terre. Nel 1344, ad Avignone, papa Clemente VI elesse principe delle isole Fortunate don Luiz de la Cerda, cugino del re portoghese Alfonso IV.
A partire dalla fine del XIV secolo furono i portoghesi che si sforzarono di più per ottenere la sovranità sulle isole, scontrandosi con le medesime intenzioni da parte della Castiglia.

#### Jean de Béthencourt, re delle Canarie

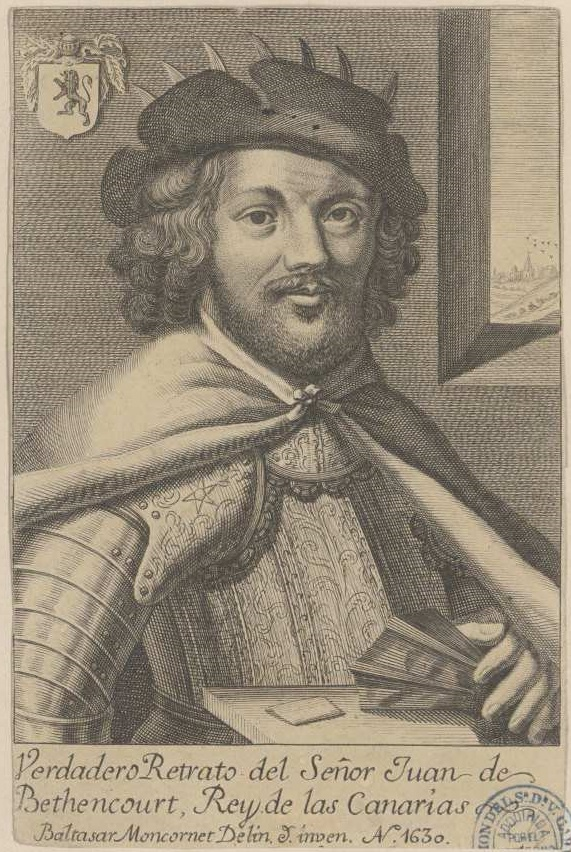
Jean de Béthencourt

Una volta conosciuta l'esistenza delle isole Canarie e il fatto che le sue popolazioni non erano cristiane, crebbe in Europa lo zelo di chi mirava a conquistarle e a cristianizzarle. Tra gli avventurieri che tentarono la conquista delle Canarie, vi fu il nobile normanno Jean de Béthencourt, che organizzò la prima grande spedizione di conquista.
Era costituita da una varietà di avventurieri, alcuni provenienti dall'aristocrazia, come Gadifer de la Salle, che esercitò le funzioni di comandante in seconda, e Pierre Bontier, un francescano di Saint Jouin de Marnes, che poi officiò a Lanzarote nella chiesa di Saint Martial de Rubicon che sarebbe stata costruita dalla spedizione, e Jean le Verrier, un sacerdote che si sarebbe poi installato a Fuerteventura come vicario della cappella di Nostra Signora di Béthencourt, costruita anch'essa nel corso della spedizione. Questi ecclesiastici furono anche gli storici della spedizione, e registrarono gli avvenimenti in testi che sopravvivono ancor oggi e che, con modifiche e aggiunte, costituiscono la cronaca medievale Le Canarien (pubblicata in varie lingue).
La spedizione partì il 1º maggio 1402 dal porto di La Rochelle, con scali a La Coruña e Cadice. La spedizione arrivò alle isole dirigendosi all'isola La Graciosa. Da qui si portò a Lanzarote dove sbarcò pacificamente il 30 giugno 1402, cominciando la costruzione di un forte cui diede il nome di Rubicon.
Lasciando a una parte della spedizione l'incarico di difendere il nuovo forte, Béthencourt partì con Gadifer de la Salle diretto a Fuerteventura, ma fu obbligato a ritornare per vari motivi tra cui una mareggiata e la mancanza di viveri. Per la verità, a questi motivi si aggiungeva anche un'insubordinazione, una costante per tutta la permanenza nelle Canarie, che raggiunse il culmine il 25 novembre 1402, quando una parte della spedizione si ribellò prendendo come ostaggio Guardarifa, il re guance di Lanzarote, che era alleato di Bethencourt.
Alla spedizione si unirono navi provenienti dalla Castiglia, dopo che Béthencourt fu tornato a Cadice per sollecitare un appoggio reale e dopo che gli venne concessa, il 10 gennaio 1403, la sovranità sulle isole (per cui era passato a chiamarsi Re delle Canarie). Béthencourt visiterà tutte le isole, ma senza riuscire a sottomettere la loro popolazione (gli ultimi Guanci si arrenderanno solo nel 1496).

#### La conquista castigliana e il genocidio dei Guanci
Al momento dell'inizio della conquista castigliana, si calcola che vi fossero tra 30 000 e 35 000 Guanci a Tenerife e tra 30 000 e 40 000 a Gran Canaria, una popolazione piuttosto ragguardevole tenuto conto delle caratteristiche del territorio.
Risolte le questioni di concorrenza con il Portogallo, le Canarie finirono senza problemi nell'orbita della Castiglia, che assumeva su di sé il compito di cristianizzare le isole. A partire dai due punti già acquisiti da Jean de Béthencourt, la conquista delle Canarie proseguì rapidamente, senza che ciò significasse la sottomissione delle popolazioni guance, in particolare nelle isole maggiori.
Privi di imbarcazioni e di capacità bellica adeguata, dal momento che usavano pietre e bastoni contro forze che disponevano della migliore tecnologia europea, i Guanci furono costretti a ritirarsi sempre più verso le zone più alte e accidentate delle isole, lasciando il litorale aperto alla colonizzazione castigliana. Le popolazioni che si sottomettevano venivano battezzate e assimilate a forza.
Un altro grave problema che afflisse i Guanci fu la loro mancanza di difese immunitarie contro le malattie che venivano portate dai colonizzatori. Le epidemie si susseguivano a ripetizione, provocando perdite irreparabili tra le file della popolazione, dal momento che il lungo isolamento nelle isole aveva lasciato i Guanci con un sistema immunitario impreparato nei confronti delle più comuni malattie europee.
La resistenza guancia finì per concentrarsi a Tenerife e Gran Canaria, dove la popolazione era più numerosa, e si concluse solo con lo sterminio delle ultime forze rifugiatesi sulle montagne. In questo contesto assunse particolare rilievo la resistenza a Gran Canaria, dove la lotta condotta sotto il comando di Doramas, un capo guancio di origine plebea, costituì l'ultimo grande focolaio di ribellione. Degna di nota è anche la prima battaglia di Acentejo a Tenerife, sotto il comando del re Bencomo, che si concluse con la vittoria dei guanci e il ritiro dei castigliani. La conquista fu rinviata. Tenerife fu l'isola che resistette più a lungo all'invasione castigliana e l'ultima ad essere conquistata.
A partire dalla sconfitta di Doramas e dello sterminio dei resistenti a Orotava, la sottomissione fu inevitabile, e alcuni degli ultimi resistenti si suicidarono ritualmente, gettandosi dai dirupi.
A partire da questo momento, i Guanci vennero rapidamente assimilati, dato che, dopo la guerra e le malattie, la popolazione restante non poteva impedire una rapida commistione. Già a metà del XVI secolo la memoria dei Guanci cominciava a sparire.
Oggi resta molto poco dei Guanci, anche se il nazionalismo canario tenta con tutte le forze di farne rivivere la memoria. Perfino lo studio delle loro mummie e dei loro resti archeologici è avanzato a rilento al confronto dello studio di altri popoli ben più remoti.

### Tabella cronologica
| Anno                  | Avvenimento |
| --------------------- | --- |
| 10 milioni di anni fa | Formazione dell'arcipelago delle Canarie. |
| 3000 a.C.             | Popolamento delle Canarie per opera di diverse ondate di migrazione di popolazioni bianche provenienti dal Nordafrica o dall'Europa. |
| 1100 a.C.             | Possibile ricognizione alle Canarie da parte dei Fenici nel corso di spedizioni a fini commerciali. |
| 500-200 a.C.          | Nuova ondata di migrazione venuta dal Nordafrica: fusione con le popolazioni indigene. |
| I secolo              | Plinio il Vecchio riferisce di una spedizione del re di Mauretania Giuba II verso le isole Canarie. Il termine Insula Canaria viene impiegato per designare l'isola di Gran Canaria. Altre fonti fanno pensare che probabilmente si aveva conoscenza dell'esistenza dell'arcipelago e dei suoi abitanti, i Guanci (Ovidio nelle Metamorfosi). |
| II secolo             | Sulla carta del mondo di Tolomeo il meridiano 0 passa per El Hierro (meridiano di Ferro) |
| 1312                  | Le isole Canarie sono riscoperte da Lancelotto Malocello 1341 Le Canarie sono esplorate da una spedizione partita da Lisbona, capitanata dal genovese Nicoloso da Recco e dal fiorentino Angelino Corbizzi che riportano dal viaggio alcuni indigeni e una statua in pietra. La descrizione del viaggio e della popolazione locale è riportata da Giovanni Boccaccio nel De Canaria. 1344 Don Luiz de la Cerda, cugino di Alfonso IV è nominato principe delle isole Fortunate da papa Clemente VI |
| 1402-1406             | Jean de Béthencourt conquista le isole di Lanzarote, Fuerteventura ed El Hierro per conto del re di Castiglia. |
| 1441                  | Il francescano spagnolo Didakus (Diego de Alcala), missionario a Fuerteventura diffonde il Vangelo tra i Guanci. |
| 1478-1483             | I Guanci di Gran Canaria sono sconfitti e sottomessi. |
| 1492                  | Alonso Fernández de Lugo comincia la conquista di La Palma. |
| 1493                  | Falliscono i tentativi di pace con i Guanci di Tenerife. Inizio della campagna militare spagnola contro i regni indigeni. |
| 1494-1496             | Alonso Fernández de Lugo sbarca a Tenerife. Il 31 maggio 1494 a La Matanza subisce una grave sconfitta. Il 25 dicembre 1495 i Guanci sono definitivamente schiacciati dagli spagnoli a La Victoria. Tenerife è l'ultima isola a essere sottomessa. La cultura originaria dei Guanci è quasi completamente annientata. |

## Lingua

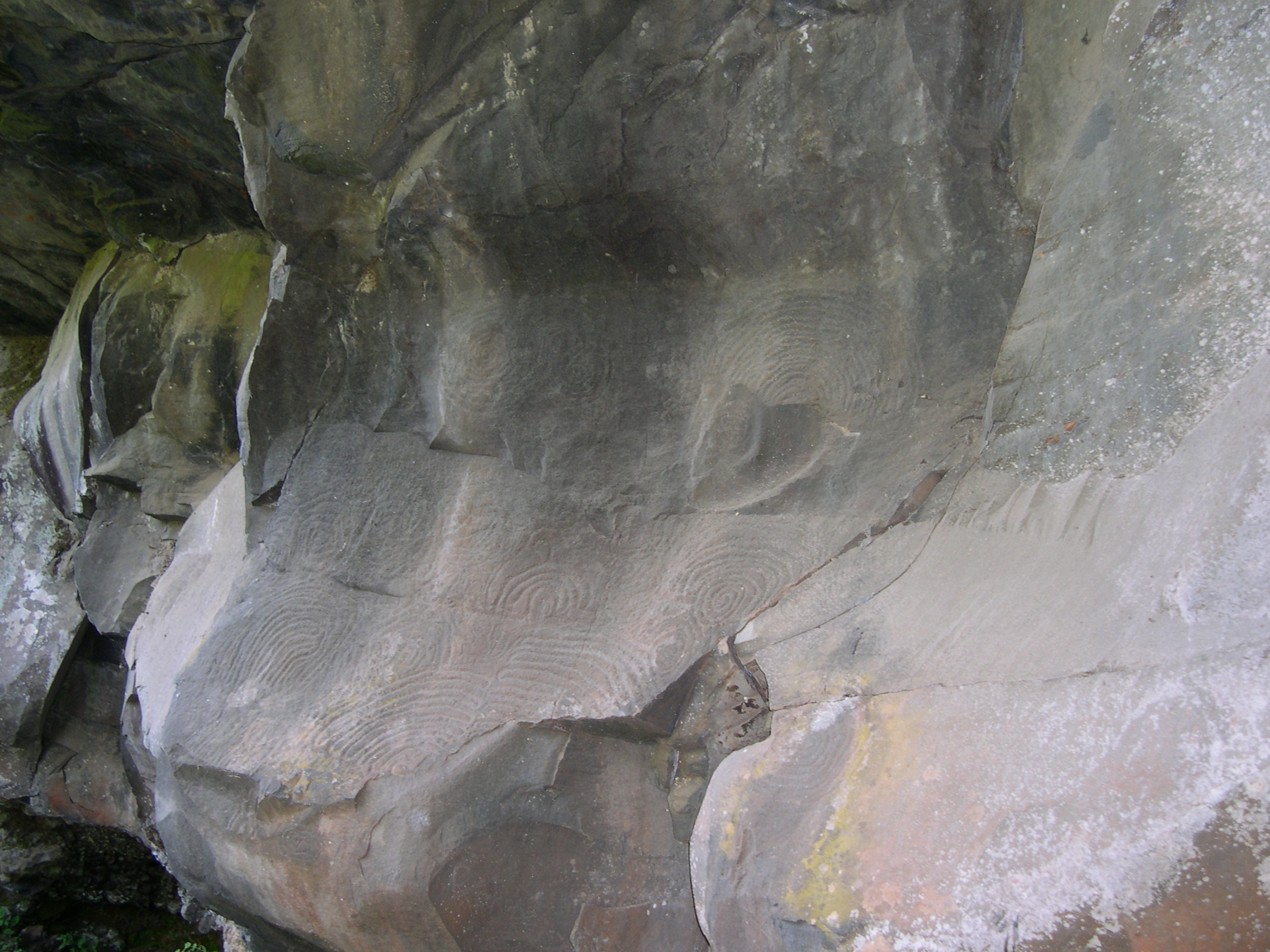
Incisioni rupestri dei Guanci

Sono state tramandate delle testimonianze della lingua dei Guanci, alcune espressioni e i nomi propri dei loro capi, che sopravvivono ancora nei cognomi locali: queste testimonianze consentono di essere analizzate come appartenenti a dialetti berberi. Nella maggior parte delle isole sono state ritrovate delle iscrizioni rupestri. Domingo Vandewalle, governatore militare di La Palma, fu il primo a riconoscerle nel 1752. Si deve alla perseveranza di un sacerdote di La Palma, don Aquilino Padran, se alcune sono state identificate nell'isola di Hierro. Nel 1878 il dott. R. Verneau scoprì delle iscrizioni di tipo libico originale nei dirupi di Los Balos. Queste iscrizioni rupestri sono tutte, senza eccezioni, di origine numidica. Nelle due isole di Tenerife e di la Gomera, dove i Guanci hanno conservato un'omogeneità etnica maggiore che nelle altre isole, non è stata scoperta nemmeno un'iscrizione di questo tipo. Si pensa quindi che i veri Guanci non conoscessero la scrittura. Tracce di presenza semitica sono state individuate sulle altre isole, e in ciascuna di esse vi sono anche delle iscrizioni rupestri. Un'ipotesi plausibile consiste dunque nell'immaginare che dei Numidi delle zone vicine a Cartagine, frammisti ai Semiti prevalenti in quella colonia fenicia, siano giunti nelle isole Canarie e siano gli autori delle iscrizioni rupestri di Hierro e di Gran Canaria.
Il maggiore studio dedicato alla lingua antica delle Canarie è quello che D. J. Wölfel ha scritto nel 1965, raccogliendo in un ponderoso volume dal titolo Monumenta linguae Canariae tutte le testimonianze accessibili su questa lingua, con tentativi di etimologie e ricostruzioni, basate soprattutto sui legami tra questa lingua e il berbero. In epoche più recenti, lo studioso russo A. Militariof ha pubblicato altri studi in cui cerca di evidenziare supposti rapporti tra la lingua dei Guanci e i dialetti tuareg del nord.
Una caratteristica interessante degli abitanti delle Canarie è quella di avere elaborato un sistema di linguaggio fischiato, detto el silbo, che permette di comunicare a grande distanza tra pastori, anche da versanti opposti di una vallata. Tale linguaggio è ancora in uso soprattutto nell'isola di La Gomera, e diversi ricercatori hanno condotto studi su di esso.

### Toponimi guanci
- Tenerife: Achinech, Achineche o Asensen
- La Gomera: Gomera
- La Palma: Benahoare
- El Hierro: Esero o Hero
- Gran Canaria: Canaria o Tamerán (secondo recenti teorie questo nome potrebbe indicare solo una parte dell'isola)
- Lanzarote: Titerogaka
- Fuerteventura: Erbania o Erbani

## Organizzazione sociale e politica
L'organizzazione sociale e politica dei Guanci era diversa da un'isola all'altra. Alcune erano sottomesse a un'autocrazia ereditaria, mentre in altre le autorità venivano elette. A Tenerife, tutte le terre appartenevano ai capi, che le affittavano ai loro sudditi. Sull'isola di Gran Canaria e Tenerife, il suicidio era considerato onorevole e in occasione dell'instaurazione di un nuovo capo, uno dei suoi sudditi lo onorava volontariamente gettandosi da un dirupo. Su alcune isole era praticata la poliandria e su altre la monogamia. Comunque sia, dovunque le donne erano rispettate e ogni danno inferto a una donna da un uomo armato era punito come reato.

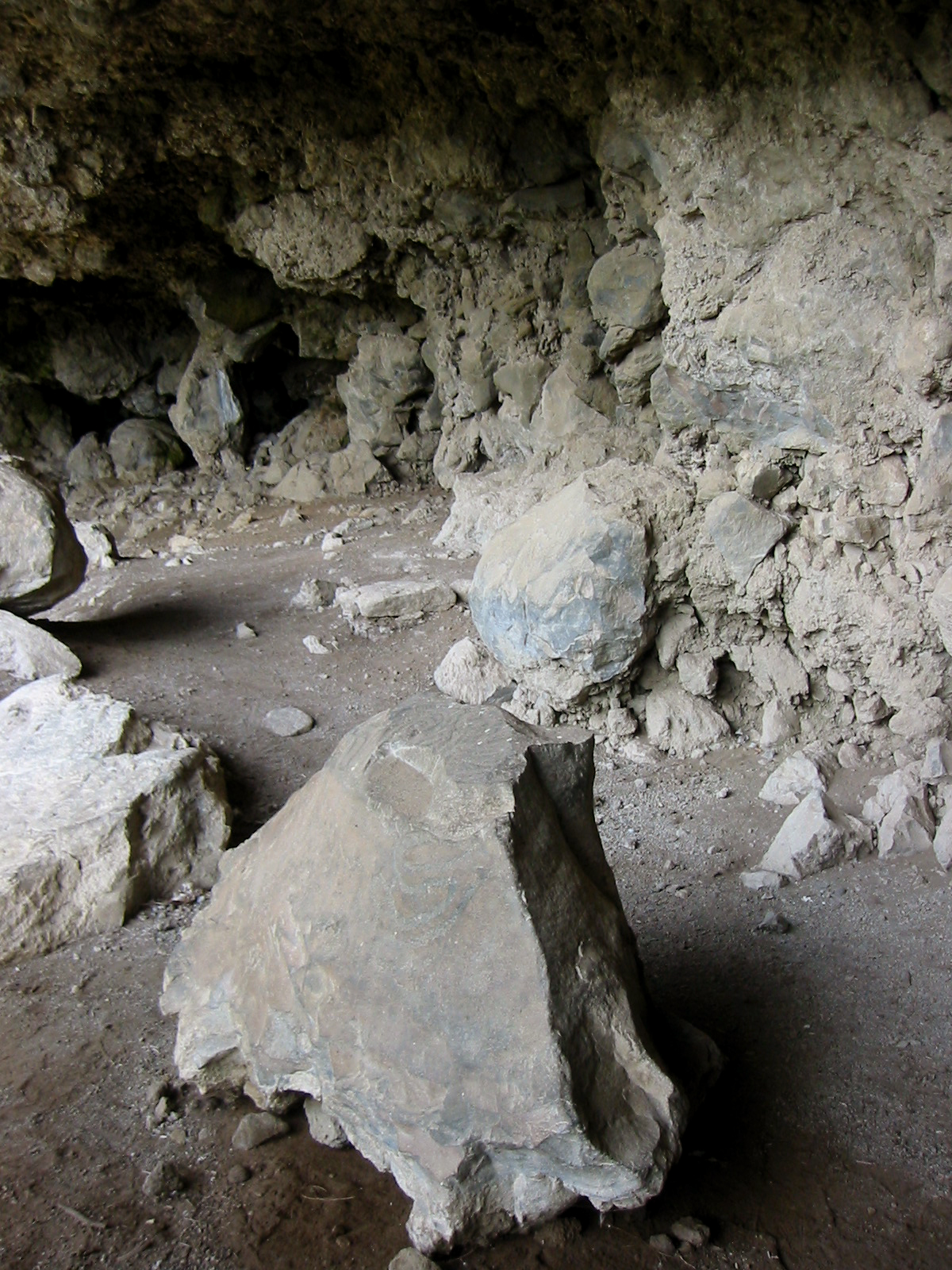
La grotta di Belmaco, a La Palma, un tempo abitata dai Guanci

## Modo di vita
I Guanci indossavano vestiti di pelle di capra o di fibre tessili, che sono stati ritrovati nelle tombe sulla Gran Canaria. Apprezzavano i gioielli, le collane di legno, pietra o conchiglia, fabbricate secondo vari modelli. Utilizzavano soprattutto perle di ceramica di varie fogge, lisce o levigate, di solito nere e rosse. Si dipingevano il corpo. Le pintaderas, oggetti di terracotta dall'aspetto di veri e propri stampi, sembra servissero unicamente alla pittura corporea, in vari colori. Fabbricavano rozzo vasellame, solitamente senza alcuna decorazione, ma qualche volta con abbellimenti prodotti con le unghie. Le armi dei Guanci erano le stesse dei popoli antichi del sud dell'Europa. Si utilizzava soprattutto l'ascia in pietra levigata sulla Gran Canaria, e più spesso l'ascia di pietra o di ossidiana scheggiata a Tenerife.
Usavano anche la lancia, la mazza, qualche volta guarnita di punte di pietra, oltre al giavellotto. Sembra che conoscessero anche lo scudo.
Abitavano dentro a caverne naturali o artificiali, situate nelle parti montuose. Nelle zone in cui non era possibile scavare delle grotte costruivano delle capanne rotonde. Giovanni Boccaccio parla di case costruite in pietre squadrate e coperte di legno. A quanto dicono gli Spagnoli, possedevano anche delle rudimentali fortificazioni.

### Alimentazione
Un cibo tipico degli abitanti delle Canarie, tuttora molto diffuso e considerato una specialità locale è il gofio, vale a dire una farina fatta con i chicchi d'orzo colti ancora verdi e abbrustoliti (oltre al gofio di orzo, cebada, oggi ve n'è anche di frumento trigo, di mais millo, di segale centeno, o di più ingredienti de mezcla). Si tratta di una ben precisa tecnica di preparazione della farina, previa tostatura del chicco che, ancora verde, non potrebbe essere macinato, e che è diffusa, con vari nomi, in tutto il Nordafrica: tazemmit, ademmin, zummita, bsisa, arkuku, bufey, ecc. C'è chi ha visto soprattutto in quest'ultima denominazione, attestata nel sud del Marocco, una possibile parentela con il termine guance.
Questo prodotto, nato probabilmente dalla necessità di cogliere precocemente la pianta per esaurimento delle scorte, è tuttora alla base di numerose ricette tradizionali, e ha lo statuto di “prodotto tipico di qualità” cui sono dedicati persino siti internet. Sulla scia degli emigranti esso è giunto in America e si può trovare fin nei supermercati di Miami.

### Riti funerari

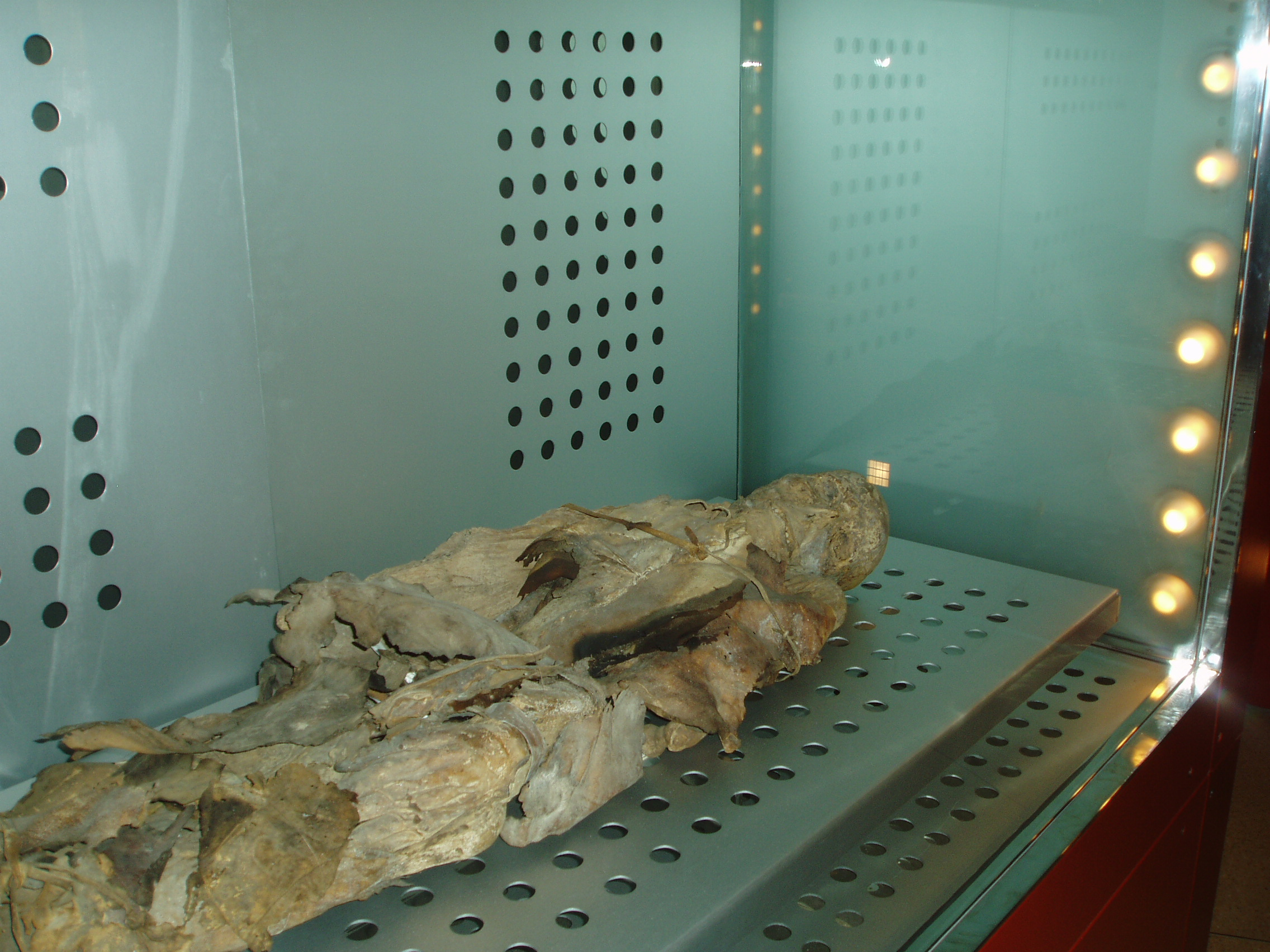
Mummia Guanche nel Museo de la Naturaleza y el Hombre di Tenerife.

I Guanci imbalsamavano i loro morti, e sono state rinvenute molte mummie completamente disidratate, dal peso non superiore ai 3 o 4 kg. Due grotte quasi inaccessibili aperte in una parete rocciosa verticale vicino alla costa a 5 km da Santa Cruz (Tenerife) conterrebbero ancora resti ossei. Esistevano diverse procedure di imbalsamazione. La ricerca attuale sostiene che la pratica della mummificazione era concentrata a Tenerife, mentre le mummie sono state preservate su altre isole a causa di fattori ambientali. A Gran Canaria il cadavere veniva semplicemente avvolto in pelli di capra o pecora, mentre a Tenerife si utilizzava un prodotto resinoso per conservare il corpo che veniva poi posto in una grotta di difficile accesso o sepolto sotto un tumulo funerario.
Il lavoro di imbalsamazione era riservato a una classe particolare, donne per le donne e uomini per gli uomini. L'imbalsamazione non sembra fosse praticata sistematicamente, e non mancano esempi di cadaveri semplicemente collocati in grotte o inumati.
A La Palma i vecchi venivano abbandonati soli per lasciarli morire, se lo desideravano. Dopo aver fatto i loro addii a parenti e amici, venivano condotti in una caverna sepolcrale senza nient'altro che una scodella di latte.

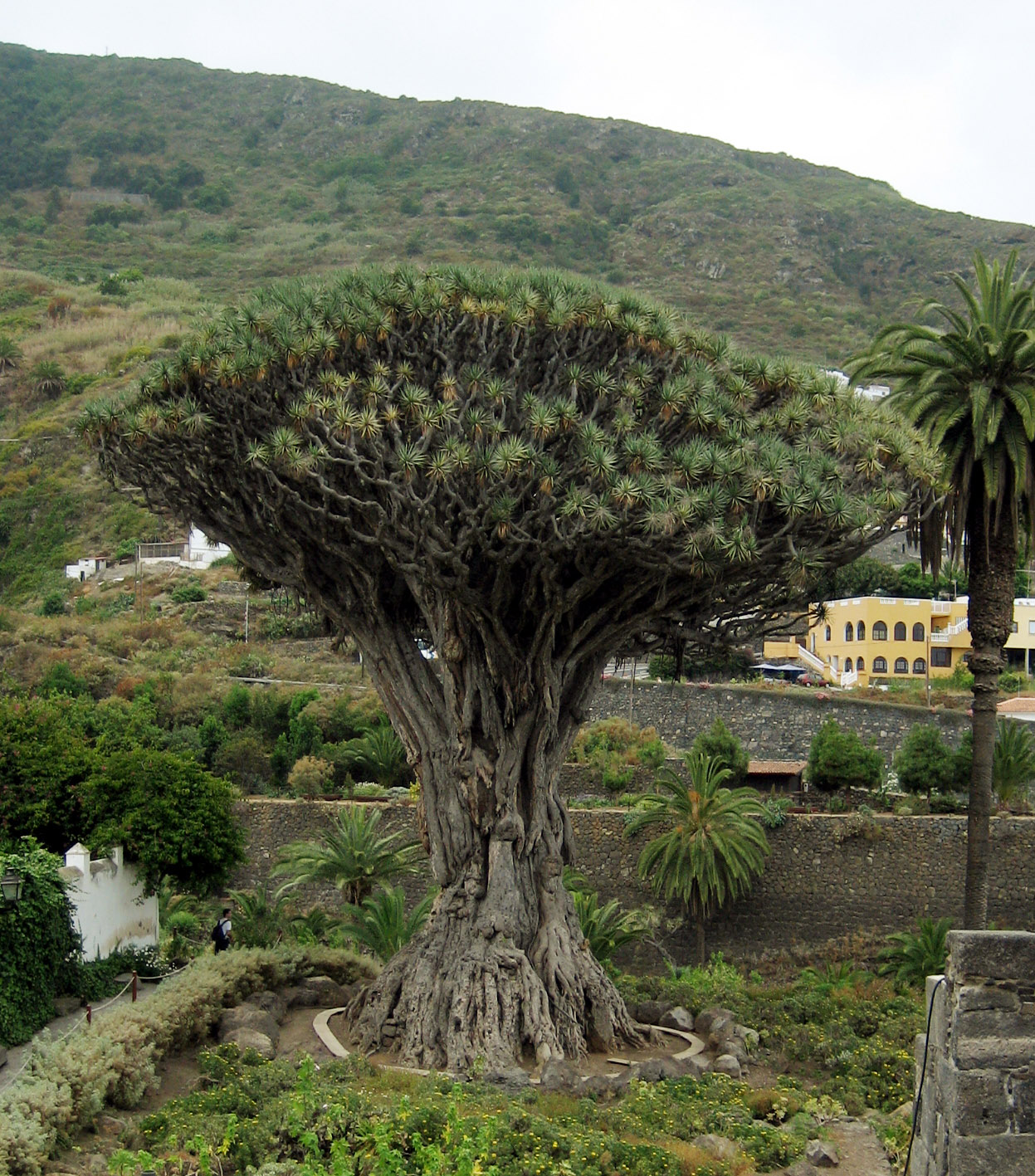
Un famoso esemplare di Dracaena draco (albero del drago) a Icod de los Viños, Tenerife, un albero sacro per i Guanci.

## Religione

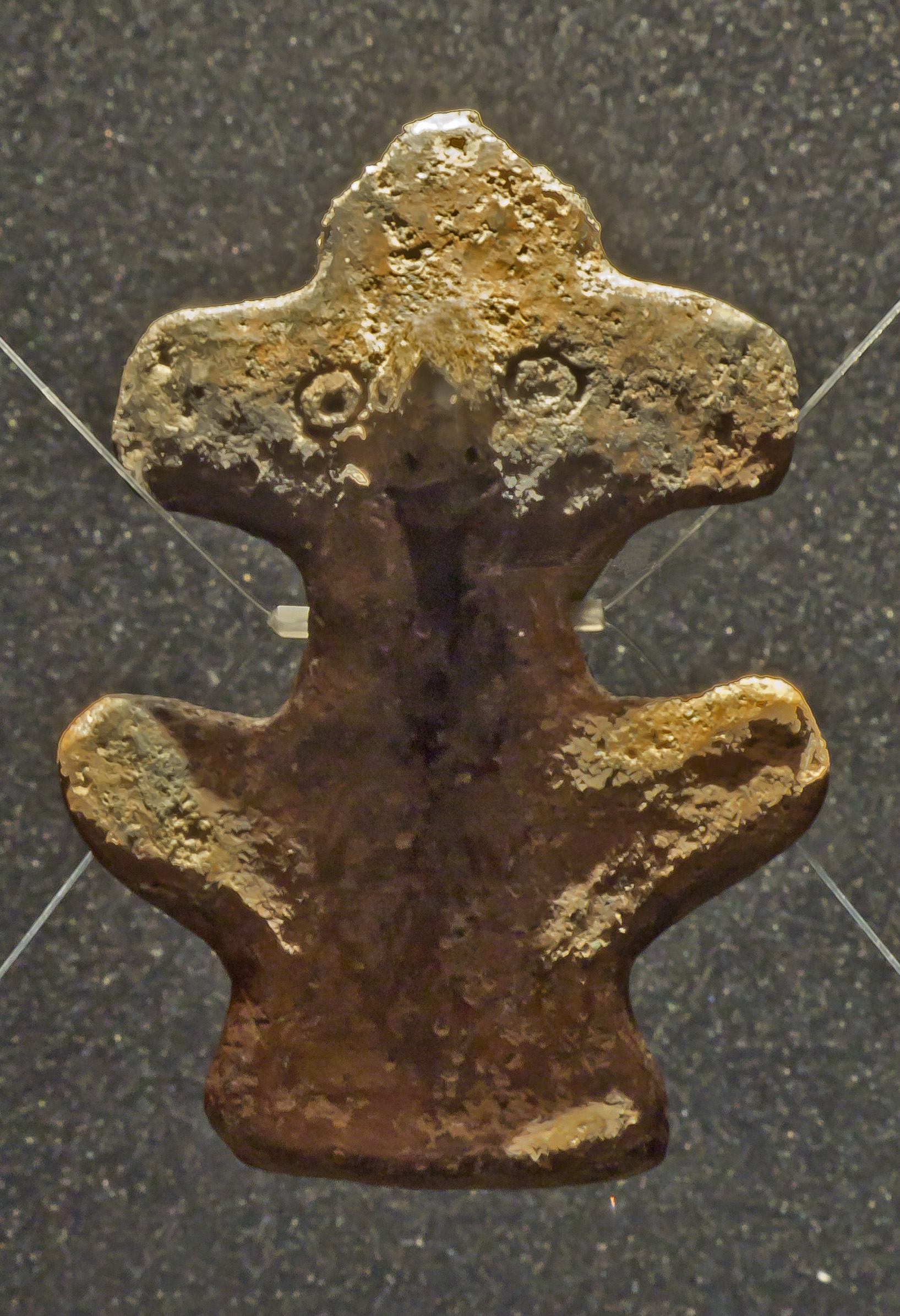
Guatimac (idolo guanci, Museo Archeologico di Puerto de la Cruz (Tenerife)

Non si conosce molto sulle religioni dei Guanci. Essi professavano una credenza generalizzata in un essere supremo, denominato Achamán a Tenerife, Acoran a Gran Canaria, Eraoranhan a Hierro e Abora a La Palma. Le donne di Hierro adoravano una dea di nome Moneiba. Tradizionalmente, gli dei e le dee vivevano sulle cime delle montagne da cui discendevano per ascoltare le preghiere dei fedeli. Nelle altre isole, gli abitanti veneravano il Sole, la Luna, la Terra e le stelle. La credenza in esseri demoniaci era generale. Il demone di Tenerife si chiamava Guayota e viveva in cima al vulcano Teide, che era l'inferno, chiamato Echeyde. In tempi difficili, i Guanci conducevano le loro greggi in pascoli consacrati dove gli agnelli venivano separati dalle madri nella speranza che i loro belati lamentosi attirassero la pietà del Grande Spirito. Durante le feste religiose venivano sospese tutte le guerre e perfino tutte le dispute personali. Guañameñe fu, secondo la mitologia, colui che profetizzò l'arrivo dei conquistatori.
Magec (il Sole) probabilmente sta all'origine del termine dispregiativo "mago" con cui i coloni castigliani chiamavano gli agricoltori di origine guance a Tenerife dopo la conquista, dal momento che essi si rivolgevano a Magec per ottenere buoni raccolti. Adoravano anche Achamán (sinonimo di celeste), una divinità buona che, con la sua benevolenza, assicurava una buona fortuna. Come divinità maligna avevano, come detto, Guayota. Esistevano numerose divinità di minore importanza e altre entità spirituali, come spiriti degli antenati, demoni e geni. La dea madre era Chaxiraxi.
A El Hierro vi erano due divinità buone principali: Eraorahan (un dio) e Moneiba (una dea). In tempi di calamità si rivolgevano ad Aranfaybo, una divinità maligna, dalla quale invocavano misericordia.
A Gomera adoravano Orahan, un dio creatore, e Hirguan, una divinità malefica con aspetto di uomo con la coda.
A La Palma credevano in Abora, divinità solare, e in una divinità maligna con le sembianze di un cane peloso. Deponevano anche offerte su una roccia chiamata Idafe, perché non cadesse e non provocasse, con ciò, la fine del mondo.
A Gran Canaria la divinità suprema era denominata Acoran, ma esistevano numerose divinità di minore importanza e altre entità spirituali, come spiriti degli antenati, demoni e geni.
A Fuerteventura adoravano il monte Tindaya, dove deponevano offerte. In questa montagna si incontrano numerose pitture rupestri.
Bisogna aggiungere al pantheon religioso degli isolani il culto della Vergine della Candelaria a Tenerife, subentrato poco prima della conquista spagnola. Infatti grazie al ritrovamento casuale di una statua lignea della Vergine Maria nel 1392 da parte dei Guanci, si sviluppò una devozione a questa figura dapprima nel credo pagano degli isolani per poi passare in quello cattolico dei conquistatori spagnoli.
Attualmente si è sviluppata una religione neo-pagana che cerca di ripristinare questa antica religione aborigena, si parla di Chiesa del popolo guancio.

### Interazione con il cristianesimo
Nel 2019 una croce cristiana fu trovata incisa nella roccia e orientata verso il sole, in un sito archeologico nel comune di Buenavista del Norte nel nord-ovest di Tenerife. Nello specifico, questo simbolo è stato trovato in un megalite utilizzato per i rituali di fecondità e come calendario solare. Questa scoperta evidenzia la presunta conoscenza che le antiche Canarie avevano del Cristianesimo.

## Riti e celebrazioni
Tra i guanci, il mese di agosto ha ricevuto in nome di Beñesmer o Beñesmen, che è stato anche il festival di raccolta tenuto questo mese.

## Genetica
Nel 2003 un gruppo di studiosi guidati da Maca-Meyer hanno estratto 71 campioni di mtDNA da Guanci sepolti in numerose isole Canarie intorno al 1000 d.C. I Guanci esaminati sono risultati avere le più strette affinità genetiche con i moderni berberi marocchini, con gli attuali canari e con gli spagnoli. Gli autori dello studio hanno suggerito che i Guanci discendono da migranti provenienti dal Nord Africa continentale legati ai Berberi, e che i Guanci hanno contribuito per circa il 42%-73% al patrimonio genetico materno dei moderni Canari.
A riprova di ciò, nel 2009 una squadra di ricercatori capeggiata da Rosa Fregel ha analizzato 30 campioni di Guanci sparsi in tutte le Isole Canarie e risalenti al XVII e XVIII secolo, rivelando che la metà di essi portava l'aplogruppo E1b1b, di cui il 27% E-M81 (associato alle popolazioni berbere) e il 23% E-M78 (che comprende anche i cladi attualmente diffusi in Europa). Altri aplogruppi furono J1 (17%), K (10%) e R1b-M269 (10%, tipicamente europeo).
Nel 2016 un'altra squadra di ricercatori capeggiata da Ordóñez ha analizzato 15 scheletri maschili di Guanci originari dell'isola occidentale di El Hierro e risalenti al XI e XII secolo. Sette campioni risultarono E-M81, altri sette R1b-M269 e uno risultò E1a (associato agli africani subsahariani).
Sempre lo studioso Fregel nel 2019 ha esaminato il mtDNA di 48 Guanci sepolti in tutte le isole delle Canarie. Sono stati trovati portatori di lignaggi materni caratteristici sia del Nord Africa che dell'Europa e del Vicino Oriente, con i lignaggi eurasiatici centrati intorno al Mediterraneo che erano i più comuni. È stato suggerito che alcuni di questi aplogruppi eurasiatici fossero arrivati nella regione attraverso migrazioni dell'età del rame e dell'età del bronzo dall'Europa. La diversità genetica è risultata essere la più alta a Gran Canaria, Tenerife e La Palma, mentre Lanzarote, Fuerteventura e in particolare La Gomera e El Hierro avevano una bassa diversità. Sono state rilevate differenze genetiche significative tra i Guanci delle isole occidentali e quelli delle isole orientali, il che ha supportato l'idea che i Guanci discendano da due distinte ondate migratorie. È stato considerato significativo il fatto che il 40% di tutti i Guanci esaminati finora appartenessero all'aplogruppo materno H.
Un altro studio recente che ha preso come riferimento 400 uomini e donne adulti in tutte le isole, eccetto La Graciosa,  per conoscere la relazione della diversità genetica canaria con le malattie complesse più prevalenti nell'arcipelago, rilevò che il DNA canario mostra una genetica distintiva, risultato di diverse variabili come l'isolamento geografico delle isole, l'adattamento all'ambiente dei suoi abitanti e la miscela storica della popolazione pre-ispanica dell'arcipelago (proveniente dal nord dell'Africa), con individui europei e subsahariani. In concreto, si stima che la popolazione canaria, a livello autosomico, sia per il 75% europea, 22% nordafricana e 3% subsahariana.

### Guanci e portoricani
Un gruppo di studenti delle università portoricane ha condotto uno studio sul DNA mitocondriale che ha rivelato che la popolazione attuale di Porto Rico ha un'elevata componente simile a quelle degli aborigeni Guanci, in particolare dell'isola di Tenerife.

### Collegamenti con l'Anatolia
Secondo un'inchiesta internazionale i cui risultati sono stati forniti nel 2017, una piccola parte degli aborigeni di Guanci aveva come parenti i primi agricoltori europei provenienti dall'Anatolia (Turchia attuale). Questi dati sono stati scoperti grazie all'analisi del genoma che conferma anche che la stragrande maggioranza degli aborigeni canarini provengono dall'Africa settentrionale, ma sono stati anche connessi ai primi agricoltori europei, la cui genetica è stata introdotta in Europa dall'Anatolia attraverso le migrazioni degli agricoltori durante l'espansione neolitica, circa 7 000 anni fa.